# Затухання складок
Затухання складок (рос. затухание складок, англ. disappearance of fold structures, нім. Ausklingen n der Falten pl) — у геології — вирівнювання складок пластів гірських порід за їх простяганням.
При затуханні складок спостерігається поступовий перехід від порушеного складчастого залягання до непорушеного горизонтального.